# Аквамарин (филм)
Аквамарин (на английски: Aquamarine) е американски филм от 2006 г., вдъхновен от едноименния роман на Алис Хофман.

## Сюжет
Внимание:  Текстът по-долу разкрива сюжета на произведението (или части от него)!
Две приятелки намират точно това, което търсят в „Аквамарин“ – весела и забавна комедия за приятелството.
Краят на лятото е и Клеър (Робъртс) и Хейли (ДжоДжо) имат сериозен проблем. Само след пет дни семейството на Хейли ще се мести на другия край на света! Момичетата се нуждаят от истинско чудо и го получават под формата на Аквамарин, красива русалка, която попада на брега след лятна буря.
Тя предлага на момичетата да им изпълни едно желание, при условие, че ѝ помогнат да намери мъжа на мечтите си. Но когато се опитват да привлекат готиния местен спасител, резултатът е неочакван... и те разбират, че понякога това, което си пожелаваш, не е онова, за което си мечтал.